# G20-Gipfel in Toronto 2010

Logo des Gipfels

Der G20-Gipfel in Toronto 2010 war das vierte Treffen der Gruppe der zwanzig wichtigsten Industrie- und Schwellenländer zu den Themen Finanzmarkt und Weltwirtschaft. Die Evaluierung früherer Zielsetzungen sowie die Erarbeitung einer internationalen, ausbalancierten, nachhaltigen und auf Wachstum ausgerichteten Wirtschaftspolitik bildeten dabei die Schwerpunkte des Gipfels. Das Treffen fand vom 26. bis zum 27. Juni 2010 im Metro Toronto Convention Centre im kanadischen Toronto statt. Einen Tag früher begann der G8-Gipfel in Huntsville 2010, der ursprünglich auch das G20-Treffen beinhalten sollte. Wegen mangelnder Kapazitäten in der Kleinstadt Huntsville wurde das G20-Treffen nach Toronto verlegt. Den Vorsitz des Treffens hatte Südkorea inne, wo Mitte November 2010 der zweite G20-Gipfel 2010 in Seoul stattfand.

## Vorbereitungen

### Sicherheit
Seit April 2010 liefen Sicherheitsvorbereitungen der Bundespolizei von Ontario zusammen mit der Royal Canadian Mounted Police und der Polizei von Toronto und der Regionalgemeinde Peel. Neben einem erhöhten personellen Aufgebot wurden beispielsweise der CN Tower und die Untergrundstadt PATH für die Dauer der beiden Gipfel für die Öffentlichkeit geschlossen.

### Kulisse
Für die Berichterstattung über den G20-Gipfel wurde ein künstlicher See angelegt. Ebenso wurde in der Kleinstadt Huntsville kräftig investiert. Die Opposition stellte die Zweckdienlichkeit dieser Anlagen in Frage.

## Proteste
Während des Gipfels kam es zu Demonstrationen, an deren Rande auch Ausschreitungen begangen wurden. Die Polizei ging hart gegen die Demonstranten vor und verhaftete 1105 Menschen, die überwiegend nichts mit den Ausschreitungen zu tun hatten. Es war damit die größte Massenverhaftung in der kanadischen Geschichte.
Im August 2011 entschied ein Richter in Toronto, dass die Aggression während der Demonstration am Samstag, dem 26. Juni 2010 im Umfeld der Queen St. and Spadina Ave. ausschließlich von Seiten der Polizei ausging (“The only organized or collective physical aggression at that location that evening was perpetrated by police each time they advanced on demonstrators…”).

## Ergebnisse
Die teilnehmenden Mitglieder konnten sich nicht auf eine einheitliche Haltung zu einer Bankenabgabe sowie einer Finanztransaktionssteuer einigen. Während die Vereinigten Staaten unter Führung von Barack Obama und Deutschland unter Angela Merkel sowie Frankreich diese Maßnahmen international befürworten, blockierten unter anderem Kanada, Brasilien und Australien diese Forderungen.

## Teilnehmende Staaten
G20-Mitglieder
- Argentinien
- Australien
- Brasilien
- Volksrepublik China
- Deutschland
- Europäische Union
- Frankreich
- Indien
- Indonesien
- Italien
- Japan
- Kanada
- Mexiko
- Russland
- Saudi-Arabien
- Südafrika
- Südkorea
- Türkei
- Vereinigtes Königreich
- Vereinigte Staaten

Gastnationen
- Äthiopien
- Malawi
- Niederlande
- Spanien
- Vietnam